# Nette Toilette

Hinweis auf eine „nette Toilette“ mit Angabe der vorhandenen Ausstattung.

Als nette Toilette oder auch freundliche Toilette wird eine von Händlern oder Gastronomen zur kostenlosen öffentlichen Nutzung bereitgestellte Toilette bezeichnet. Dafür erhalten diese von der örtlichen Stadtverwaltung eine Aufwandsentschädigung in Höhe von 60 bis 100 Euro monatlich. Die Stadt spart im Gegenzug die erheblichen Kosten für eigene öffentliche Toiletten. Da z. B. in Gaststätten an stark frequentierten Plätzen ohnehin häufig Passanten darum bitten, die Toilette benutzen zu dürfen, ohne etwas zu verzehren, können Gastronomen durch die Beteiligung an diesem Programm ihre Kosten decken, ohne von den Nichtgästen eine Gebühr zu verlangen oder ihnen die Benutzung zu verwehren, was häufig zu Konflikten und einem negativen Image führt. 
Beispielsweise rechnet die Stadt Bremen für die „nette Toilette“ mit jährlichen Kosten in Höhe von 150.000 Euro. Für vollautomatische Toilettenanlagen fallen dagegen bisher Kosten in Höhe von 1,1 Millionen Euro an. Die Stadt könnte also jährlich knapp eine Million Euro sparen (Stand: 2009).
In einigen Städten nennt sich das gleiche Konzept „freundliche Toilette“.

## Geschichte
Das Konzept der öffentlichen Nutzung von Toiletten in Gaststätten entstand 2000 in Aalen und wurde zusammen mit einer örtlichen Werbeagentur umgesetzt. Bis Ende Oktober 2013 wurde die „nette Toilette“ bereits in mehr als 210 deutschen Städten und Gemeinden bereitgestellt.